# Glass Beach (Fort Bragg, Kalifornia)

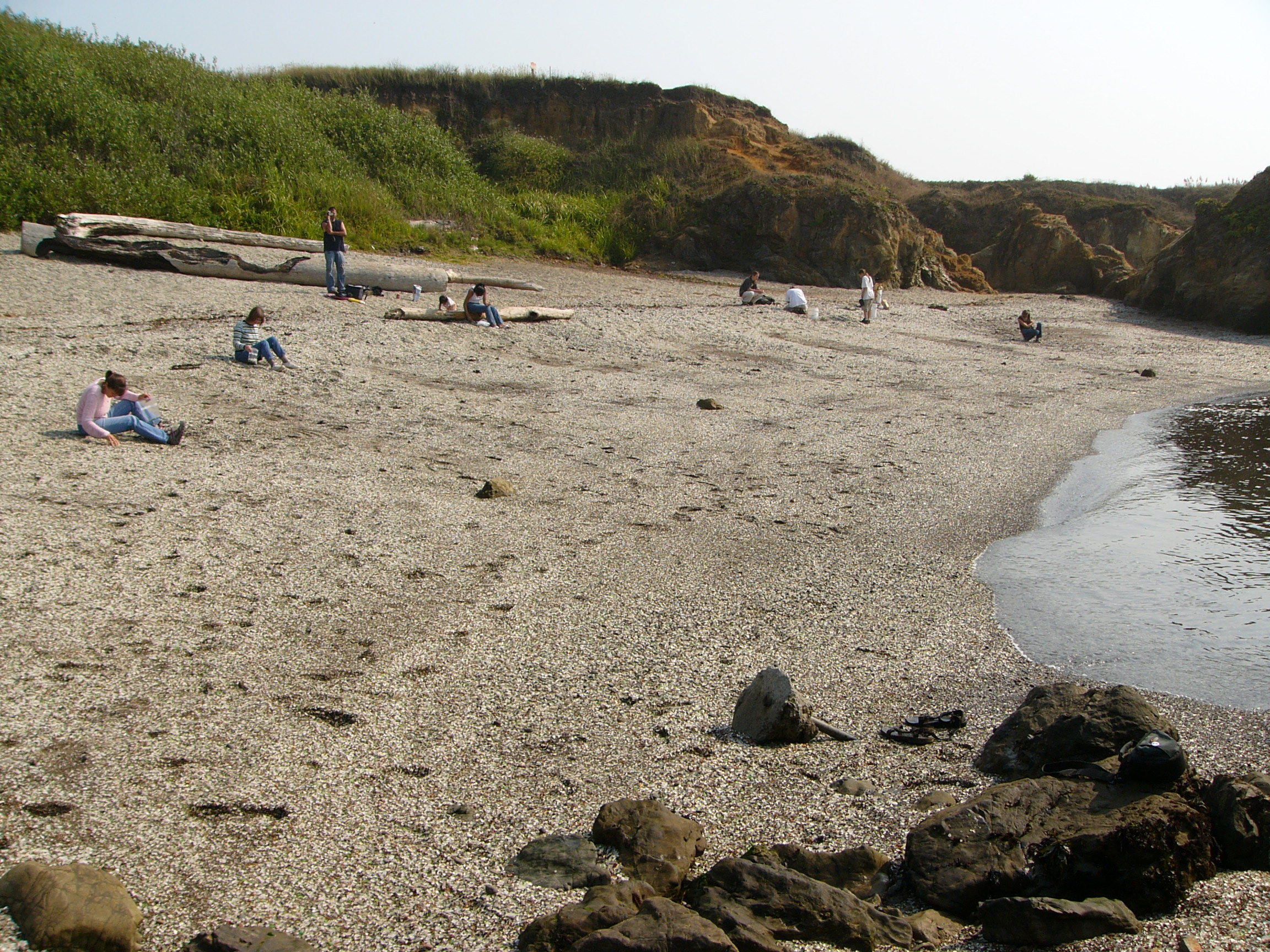
Glass Beach partszakasz

Glass Beach egy a tengerben legömbölyített üvegkavicsokkal borított partszakasz a Csendes-óceán partján, az USA Kalifornia államában. Az egyik legszebb ilyen part Fort Bragg város közelében, a MacKerricher Nemzeti Parkban található. A hullámverés a városi hulladékot csiszolta kavicsokká.

## Története
Fort Bragg lakosai a 20. század elején a parti sziklákon túl, az árapályzónában rakták le a háztartási szemetet, ebből alakult ki a mai Glass Beach. A terület abban az időben a Union Lumber Company tulajdona volt. A szemét térfogatának csökkentésére azt időnként felgyújtották. A parti kavicsréteg üvegekből, kiselejtezett háztartási gépekből és a roncsautók üvegeiből keletkezett.
1967-ben a területet lezárták; azóta nem hordanak oda szemetet. A keletkezett károkat különböző eljárásokkal igyekeznek felszámolni.
A partot nemcsak az emberek változtatták, de a tenger is: a hullámzás a hulladék egy részét elmosta. Az eldobott üvegek kis, sima, színes csecsebecsékké alakultak; ma ezek a kavicsok borítják a tengerpartot.
1998-ban az ingatlan tulajdonosa úgy döntött, hogy Glass Beachet meg kell nyitni a nyilvánosság számára. Ötéves tisztítási folyamat után az ingatlan állami tulajdonba került. 2003-ban, a tisztítás befejezését követően a Kaliforniai Nemzeti Parkhoz került, a  MacKerricher Nemzeti Park részeként.

## Idegenforgalom
A partot gyakran látogatják turisták. A tisztogatás befejeztével a látogatók hamarosan felfedezték a szép, formás üvegdarabokat, így az üvegkavicsok száma lassan fogyni kezdett. Mielőtt az érdekes part eltűnt volna, védetté vált. Az üvegkavicsokat már tilos elvinni, de sokan még mindig ezekkel szeretnék gyarapítani kuriózumgyűjteményüket.

## Galéria

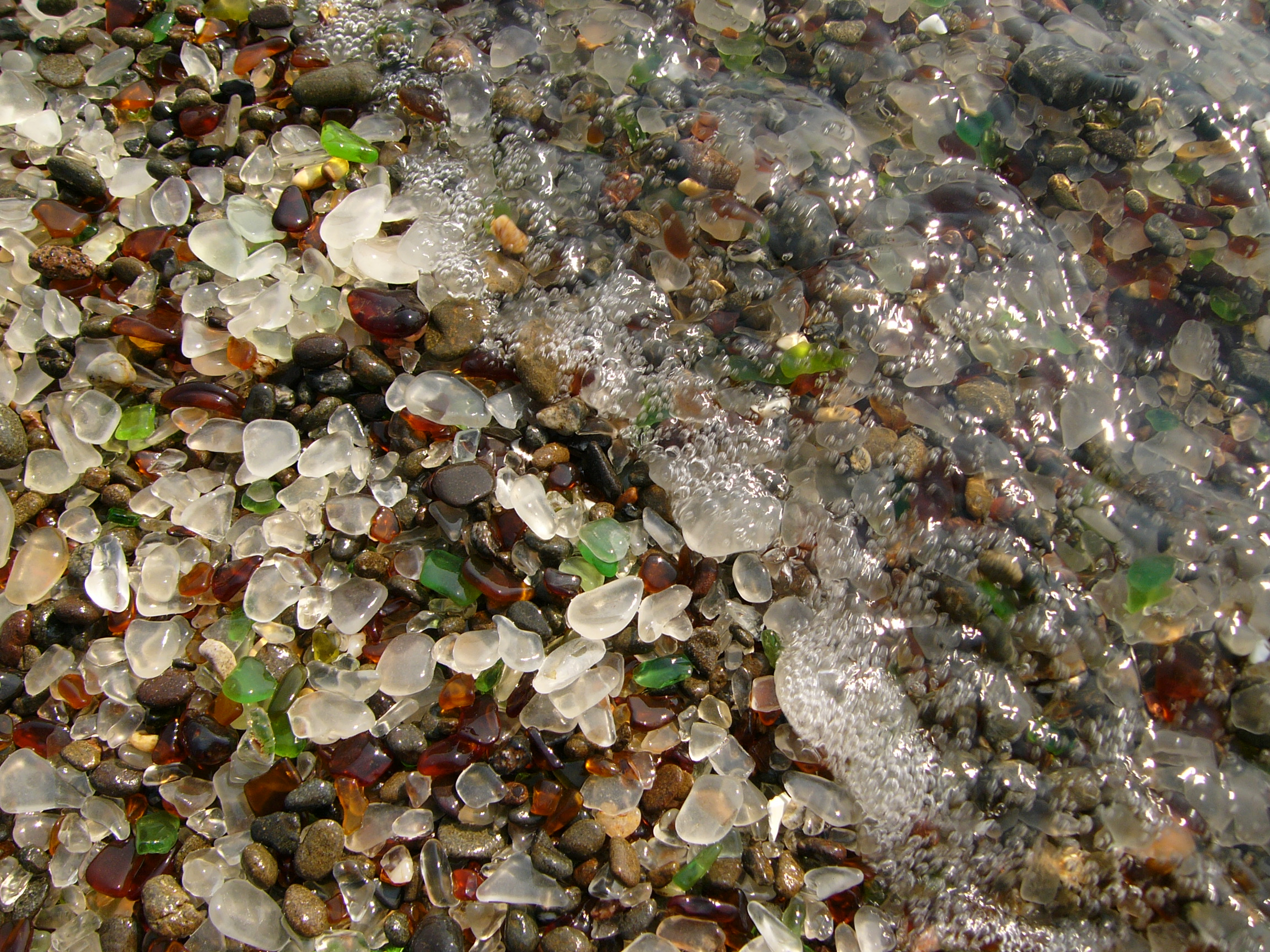
A hullámok mossák a kavicsos partot
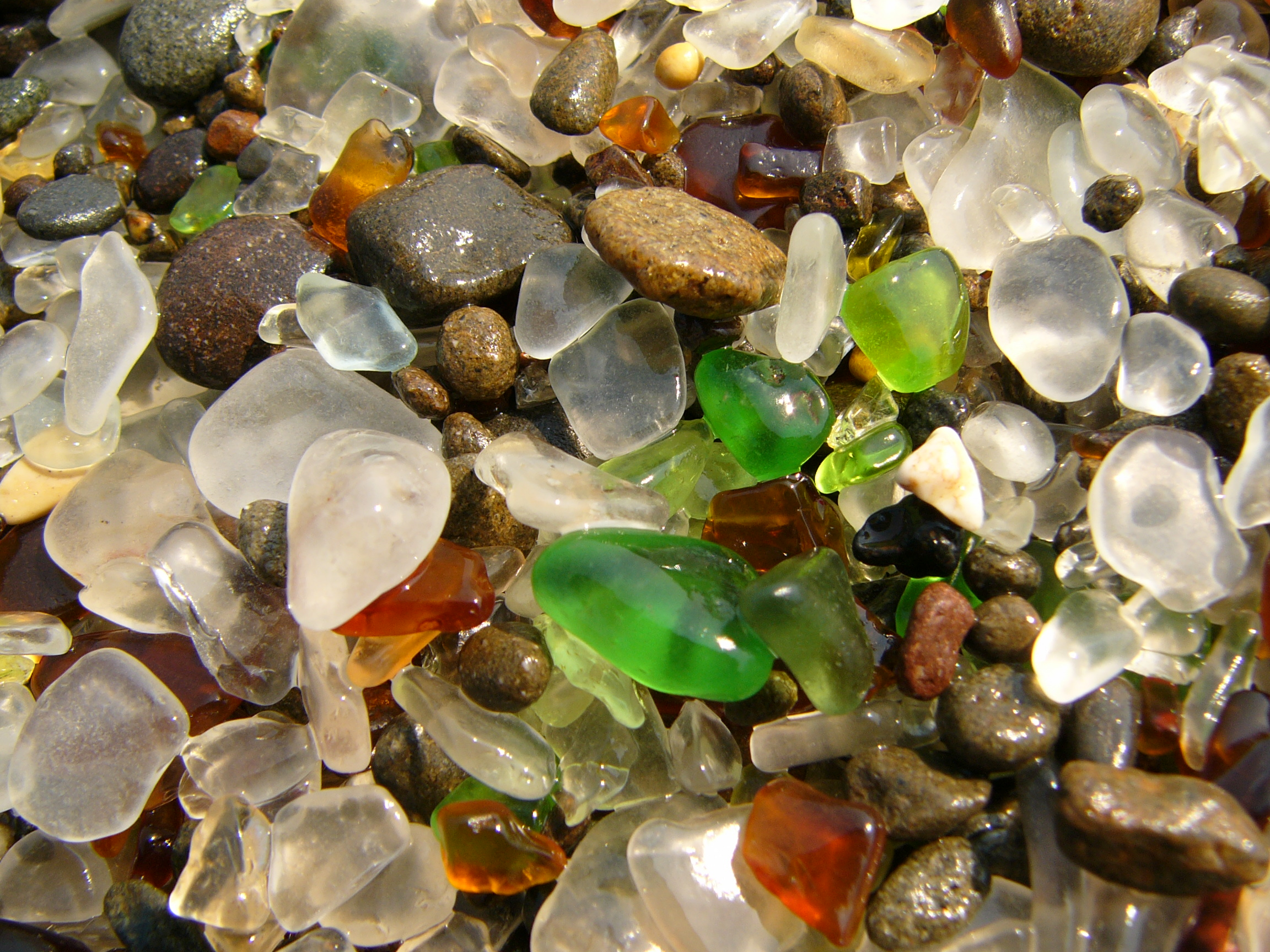
Tengerformálta színes kavicsok
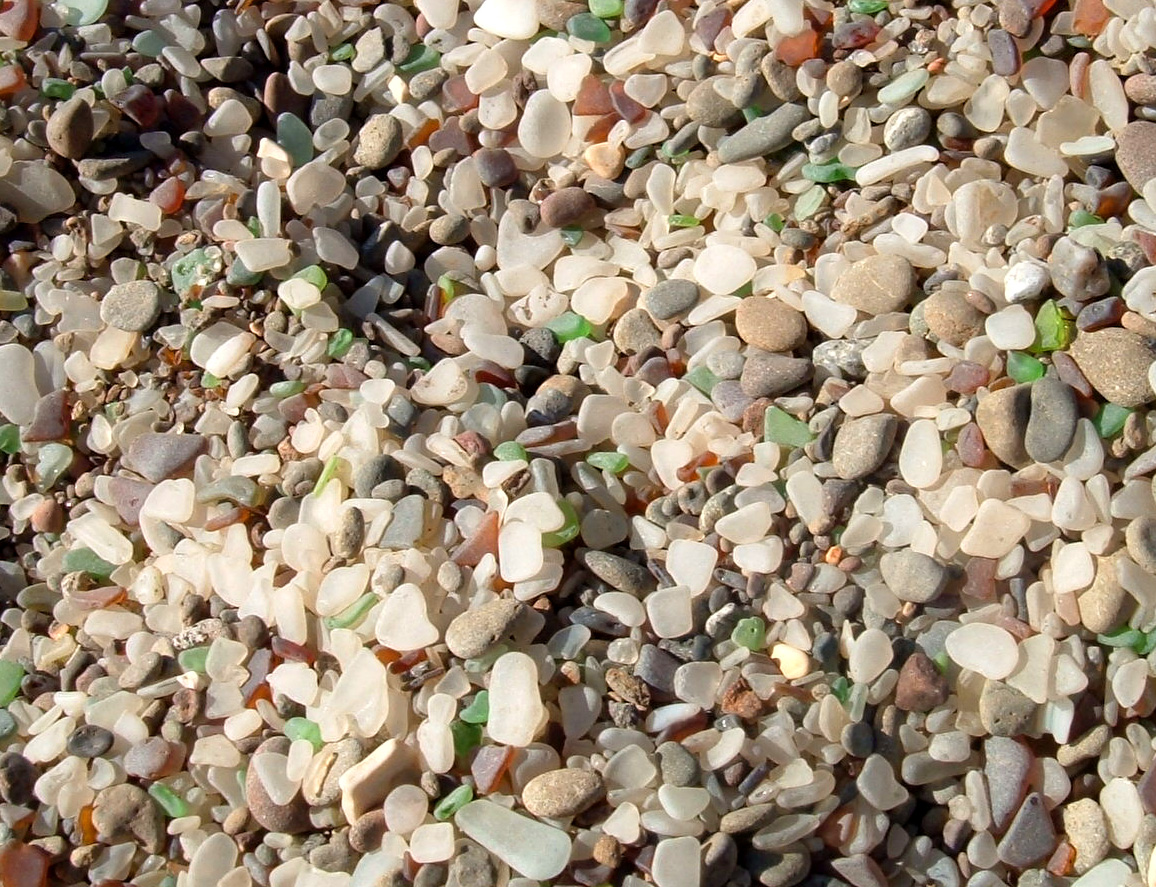
Üvegkavicsok

## Fordítás
- Ez a szócikk részben vagy egészben  a   Glass Beach (Fort Bragg, California) című angol Wikipédia-szócikk ezen változatának fordításán alapul.  Az eredeti cikk szerkesztőit annak laptörténete sorolja fel. Ez a jelzés csupán a megfogalmazás eredetét és a szerzői jogokat jelzi, nem szolgál a cikkben szereplő információk forrásmegjelöléseként.